# 소급입법금지
소급입법금지(遡及立法禁止)란 공법상의 원리로 법령을 이미 종결된 사실관계 또는 법률관계에 적용하는 것을 금지하는 헌법 원칙을 말한다. 형법에서는 형벌불소급의 원칙이라고도 한다.

### 소급입법의 종류와 허용범위
넓은 의미의 소급입법은, 신법이 이미 종료된 사실관계에 작용하는지 아니면 현재 진행 중인 사실관계에 작용하는지에 따라 일응 진정소급입법과 부진정소급입법으로 구분되고, 전자는 헌법적으로 허용되지 않는 것이 원칙이며 특단의 사정이 있는 경우에만 예외적으로 허용될 수 있는 반면, 후자는 원칙적으로 허용되지만 소급효를 요구하는 공익상의 사유와 신뢰 보호의 요청 사이의 교량과정에서 신뢰보호의 관점이 입법자의 형성권에 제한을 가하게 된다.
일반적으로 부진정소급입법은 개정된 새 법의 적용을 허용한다(81누1123). 단, 부진정소급입법이라도 소급효를 요구하는 공익상의 자유와 기존법령에 대한 국민의 신뢰이익을 형량하였을 때 국민의 신뢰이익이 훨씬 큰 경우라면 헌법상 신뢰보호원칙 위반으로 새 법 자체가 위헌법령이 될 수 있다.

### 소급입법의 예외적 허용
(진정)소급입법도 그로 인해 침해되는 상대방의 신뢰이익이 적거나 신뢰보호요청에 우선시되는 중대한 공익상의 사유가 소급입법을 정당화하는 경우 등에는 예외적으로 허용된다.

### 판례
형사처벌의 근거가 되는 것은 법률이지 판례가 아니고, 형법 조항에 관한 판례의 변경은 그 법률조항의 내용을 확인하는 것에 지나지 아니하여 이로써 그 법률조항 자체가 변경된 것이라고 볼 수는 없으므로, 행위 당시의 판례에 의하면 처벌 대상이 되지 아니하는 것으로 해석되었던 행위를 판례의 변경에 따라 확인된 내용의 형법 조항에 근거하여 처벌한다고 하여 그것이 헌법상 평등의 원칙과 형벌불소급의 원칙에 반한다고 할 수는 없다.

## 참고 문헌
- 이철용, 《행정법1》, 박영사.

1. ↑  헌재 1998.11.26. 97헌바58
2. ↑  대판 1999.9.17. 97도3349

## 같이 보기
- 사후법의 금지
- 죄형법정주의